# خلية عضلانية محيطة بالنبيبات
الخلية العضلانية المحيطة بالنبيبات (بالإنجليزية: Peritubular myoid cell)‏ هي نوع من أنواع الخلايا العضلية الملساء المحيطة بالنبيبات الناقلة للمني في الخصية. توجد هذه الخلايا لدى جميع الثدييات لكن تختلف وفرتها وتنظيماتها من نوع إلى آخر. ما يزال الدور الدقيق لهذه الخلايا غير مؤكد إلى حد ما وبحاجة إلى المزيد من العمل في هذا السياق. مع ذلك، أمكن إثبات عدد من الوظائف المميزة لهذه الخلايا. تمثل هذه الخلايا أحد أنواع الخلايا الانقباضية الحاوية على خيوط الأكتين والمسؤولة بشكل أساسي عن نقل السبيرماتوزون عبر النبيبات. توفر الخلايا العضلانية المحيطة بالنبيبات الصلابة البنيوية للنبيبات من خلال مشاركتها في تأسيس الغشاء القاعدي. من الواضح أن هذا من شأنه التأثير أيضًا على وظيفة خلايا سيرتولي، بالإضافة إلى أن خلايا «بّي تي إم» قادرة على التواصل مع خلايا سيرتولي من خلال إفراز عوامل النمو ومكونات المصفوفة خارج الخلوية (إي سي إم). أظهرت الدراسات أن الخلايا العضلانية المحيطة بالنبيبات ذات دور حاسم في حدوث عملية تكون الحيوانات المنوية بشكل سليم عبر التفاعل الخلوي.

## الوظيفة

### الانقباضية
تتولى الخلايا العضلانية المحيطة بالنبيبات مسؤولية الطبيعة الانقباضية للنبيبات الناقلة للمني. يساعد هذا التقلص أو الانقباض على تحريك السبيرماتوزا والسائل إلى شبكتي الخصيتين. يوجد عدد من العوامل الوسيطة المشاركة في تنظيم هذا الانقباض. ثبت أن الأوكسيتوسين الذي تنتجه خلايا لايدغ قادر على المشاركة كعامل دافع في الانقباضات من خلال العمل على الخلايا العضلانية المحيطة بالنبيبات. نظرًا إلى غياب مستقبلات الأوكسيتوسين من الخلايا العضلانية المحيطة بالنبيبات، من المعتقد أن الأوكسيتوسين قادر على تنشيط مستقبلات الفازوبريسين. مع ذلك، ما تزال الآلية الكاملة خلف الانقباضية غير معروفة بشكل دقيق. تشمل العوامل الوسيطة الأخرى كلًا من عامل النمو «بي»، والبروستاغلاندين وأكسيد النتريك.

### التجدد الذاتي للخلايا الجذعية النطافية
تلعب الخلايا العضلانية المحيطة بالنبيبات دورًا جوهريًا في عملية التجدد الذاتي لمجموعات الخلايا الجذعية النطافية (إس إس سي) بالإضافة إلى الحفاظ عليها. بالنسبة إلى مجموعة الخلايا الجذعية النطافية المسؤولة عن تكوين الخلايا السلفية لبزرات النطاف المتمايزة «إيه 1» (وبالتالي بزرات النطاف)، تبدأ هذه العملية في مرحلة محددة خلال دورة تكون الحيوانات المنوية. يساهم الموقع الدقيق للخلايا الجذعية النطافية عبر المجموعات مختلفة المراحل للنبيبات المنوية في تحديد وظيفة التجدد الخاصة بها، من أجل الاستمرار في إنتاج السلالة. خلال المرحلتين II وIV من تكون الحيوانات المنوية، تفرز الخلايا العضلانية المحيطة بالنبيبات عامل التغذية العصبية المشتق من سلالة الخلايا الدبقية (جي دي إن إف) عند ارتباط هرمون التستوستيرون بمستقبلات الأندروجين (على عكس إفراز خلايا سيرتولي لعامل التغذية العصبية المشتق من سلالة الخلايا الدبقية خلال المرحلتين IX وI). بعد ذلك، يعمل عامل التغذية العصبية المشتق من سلالة الخلايا الدبقية على ربط «جي إف آر إيه 1» على الخلايا الجذعية النطافية ويمكن بالتالي نقل إشارات مستقبل «آر إي تي» المشترك (التيروزين كيناز عبر الغشائي) في جميع أنحاء مختلف بزرات النطاف غير المتمايزة. نتيجة لذلك، تخضع إشارات «إس إف كيه» للتنظيم بالزيادة ويحدث تنشيط عوامل النسخ الرئيسية المشفرة للجينات («بي سي إل 6 بي»، وبراشيوري، و«آي دي 4» و«إل إاتش إكس 1»). أظهر الواسم الكيميائي النسيجي، الفوسفاتاز القلوي (الذي يتنبه بواسطة التستوستيرون والريتينول) فائدة معتبرة في استقصاء وظيفة الخلية العضلانية المحيطة بالنبيبات وتمايزها، إذ ثبت نشاطه في الخلية العضلانية المحيطة بالنبيبات لدى الجرذان.